# ایستگاه لا دفانس
ایستگاه لا دفانس (فرانسوی: station La Défense‎) یک مجموعه ایستگاهی در شهر پاریس، فرانسه است که شامل ایستگاه‌های خط ۱ متروی پاریس، شبکه تندرو منطقه‌ای، ترانسیلین و تراموای ایل-دو-فرانس می‌باشد. این ایستگاه که در منطقه لا دفانس واقع شده در سال ۱۹۵۹ تأسیس شده‌است.

## نگارخانه

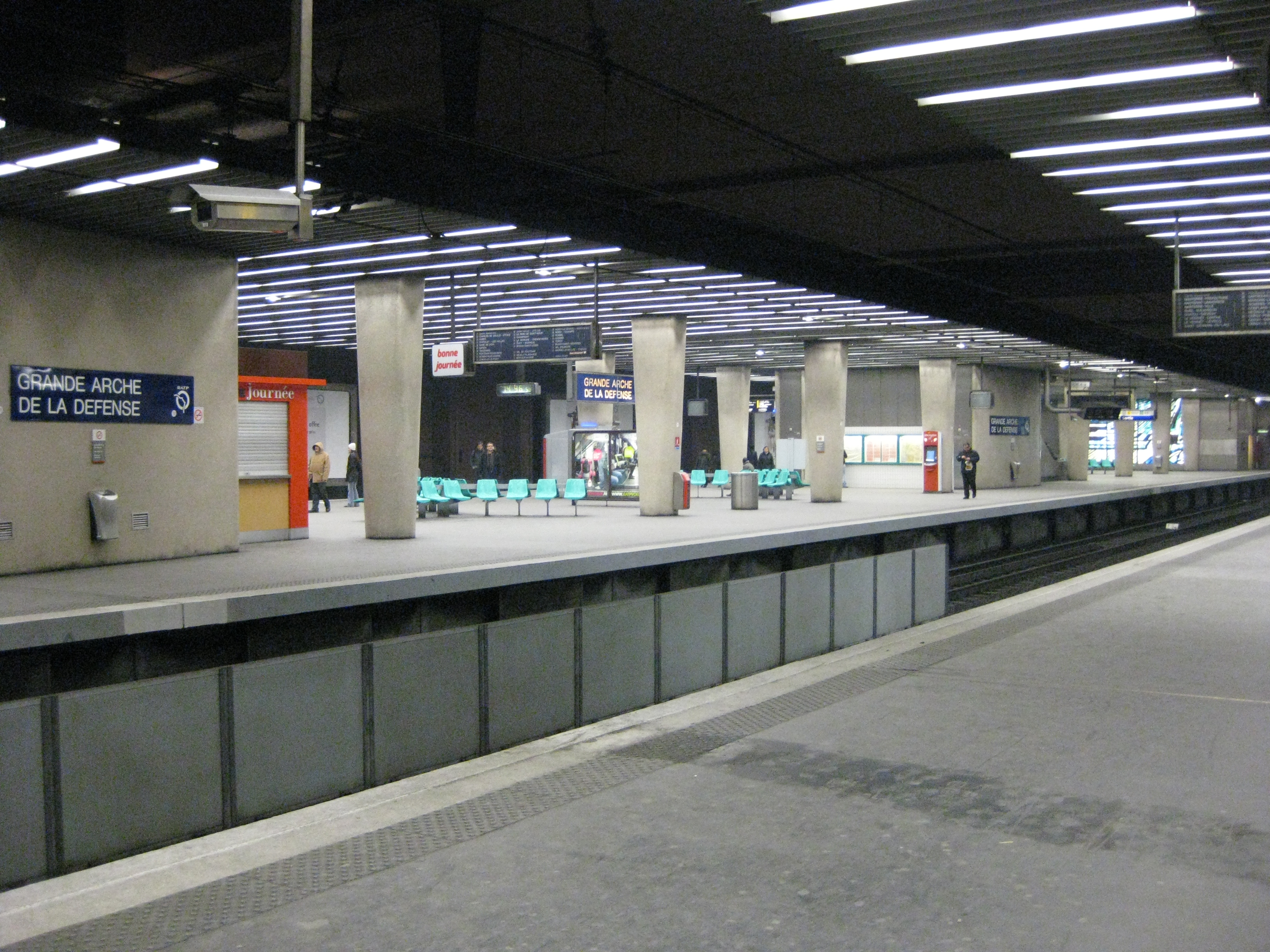
سکو RER A
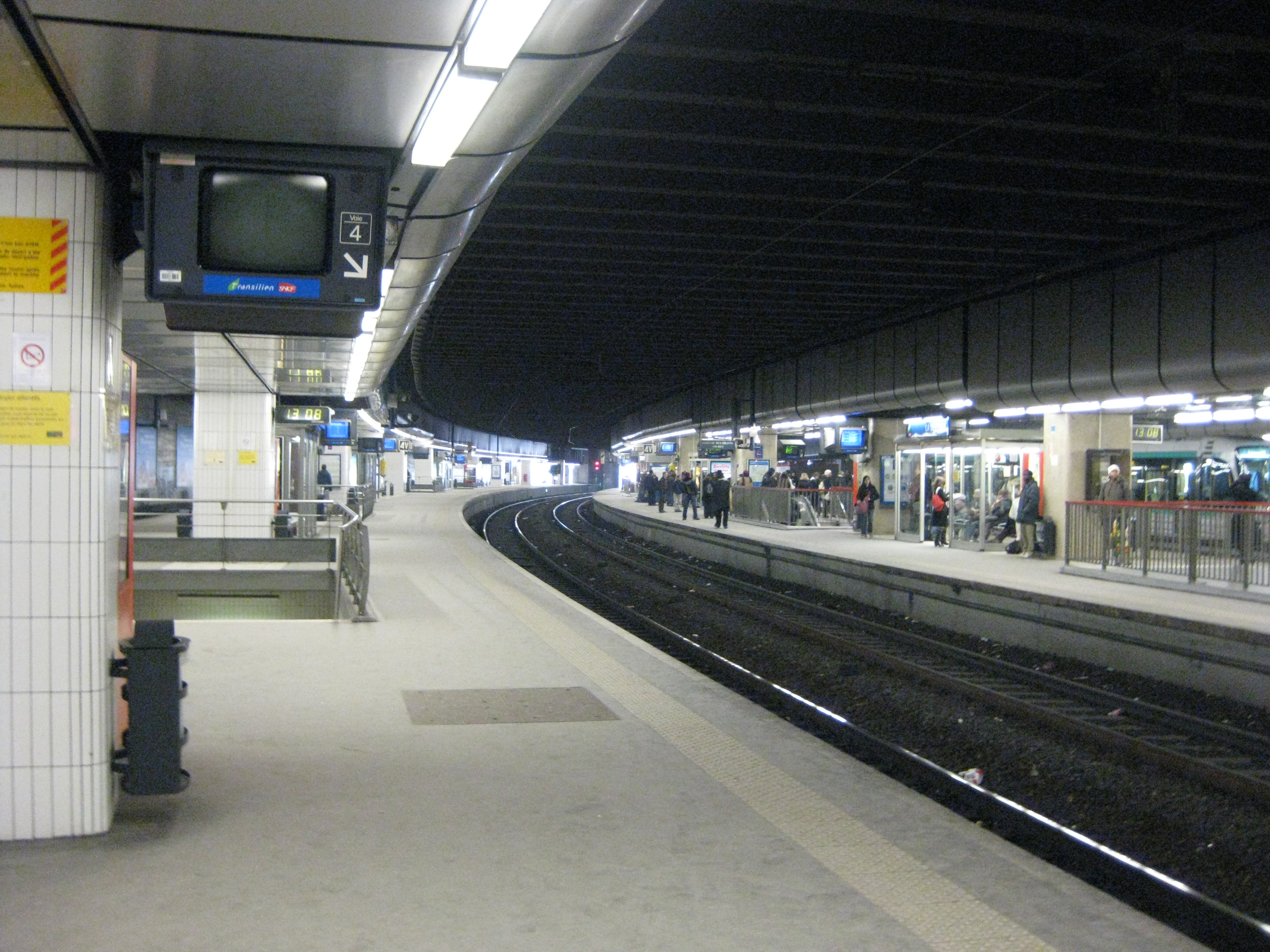
سکو ترانسیلین
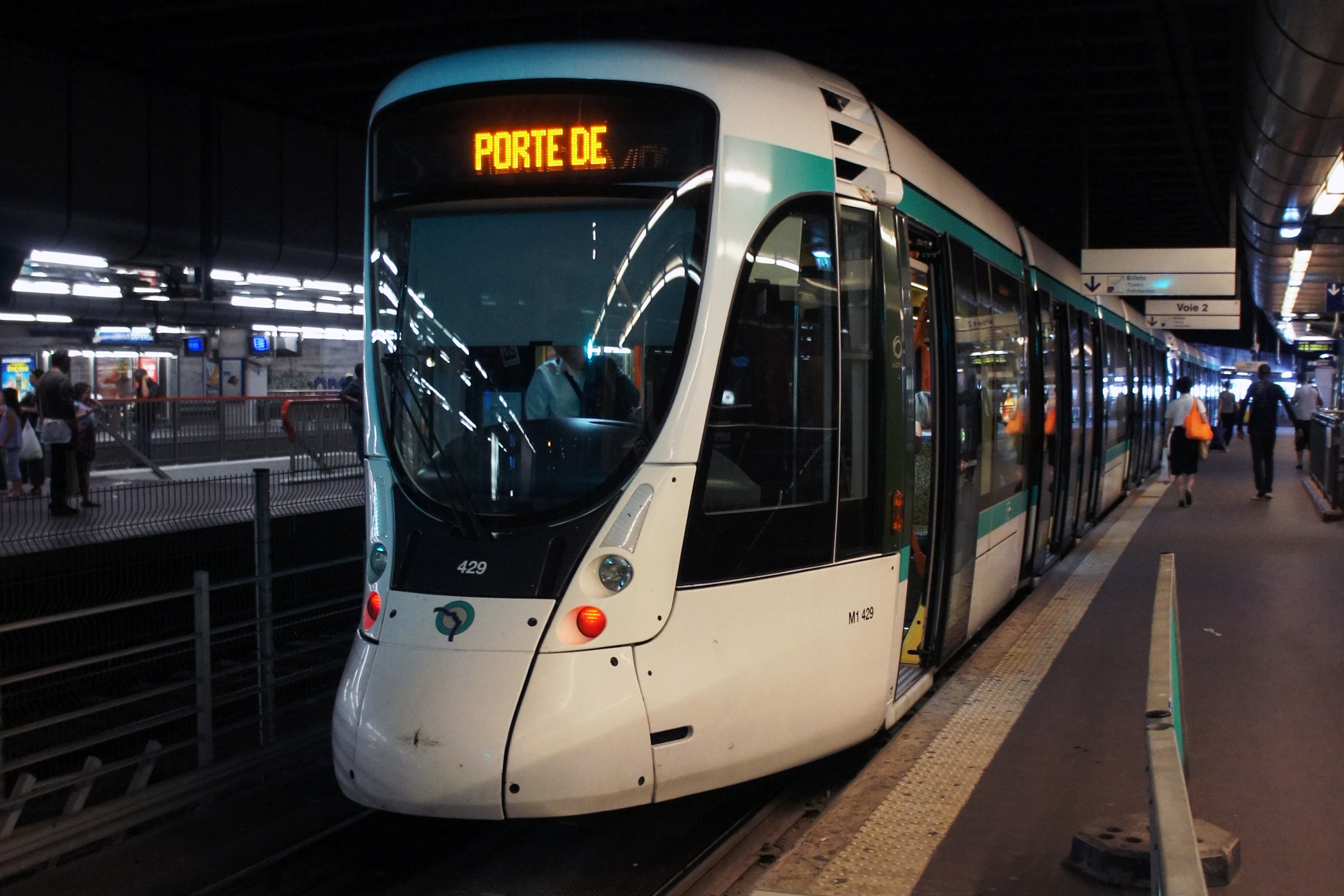
سکو Paris Tramway Line 2

### مترو

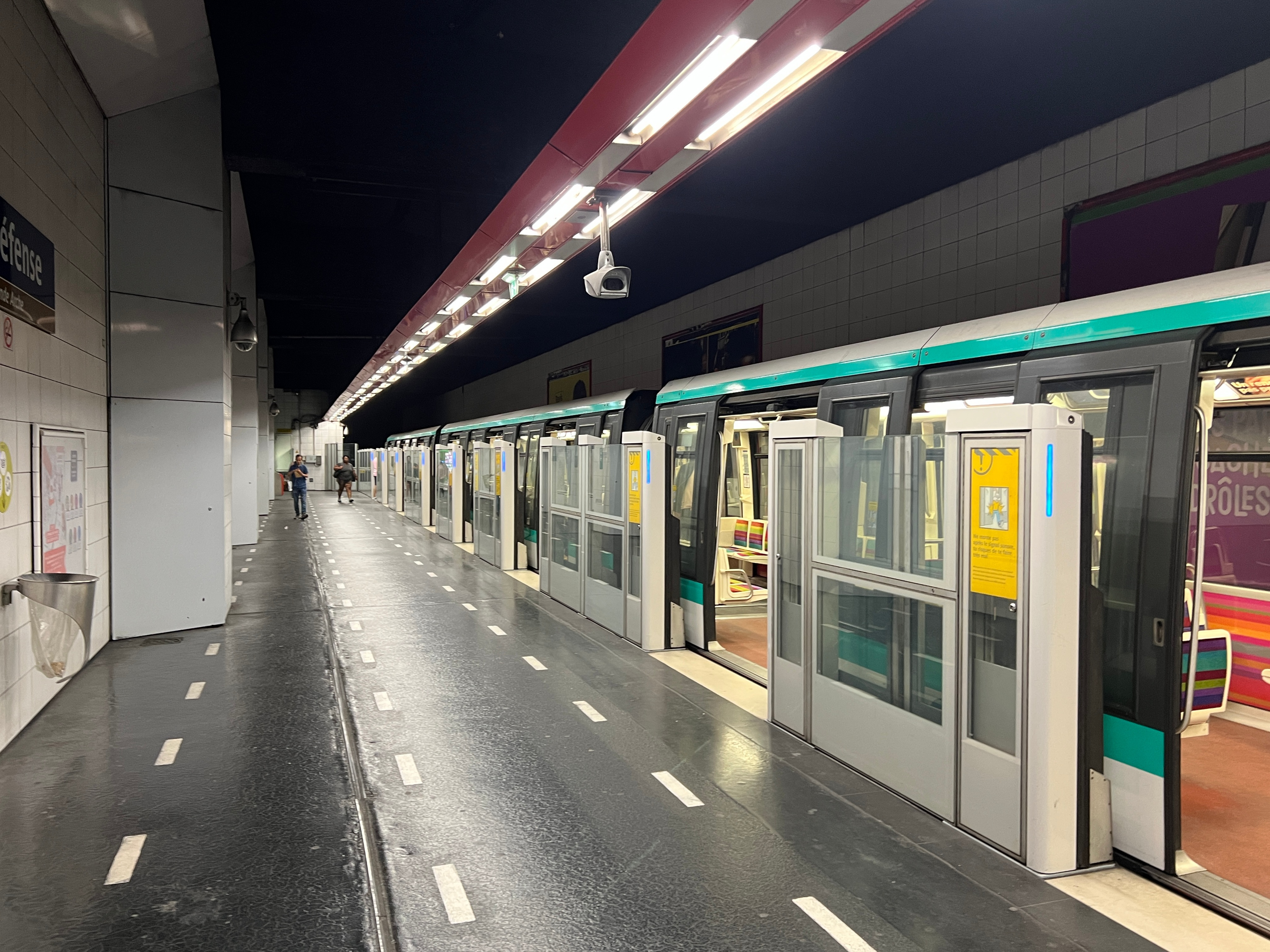
خط ۱ متروی پاریس
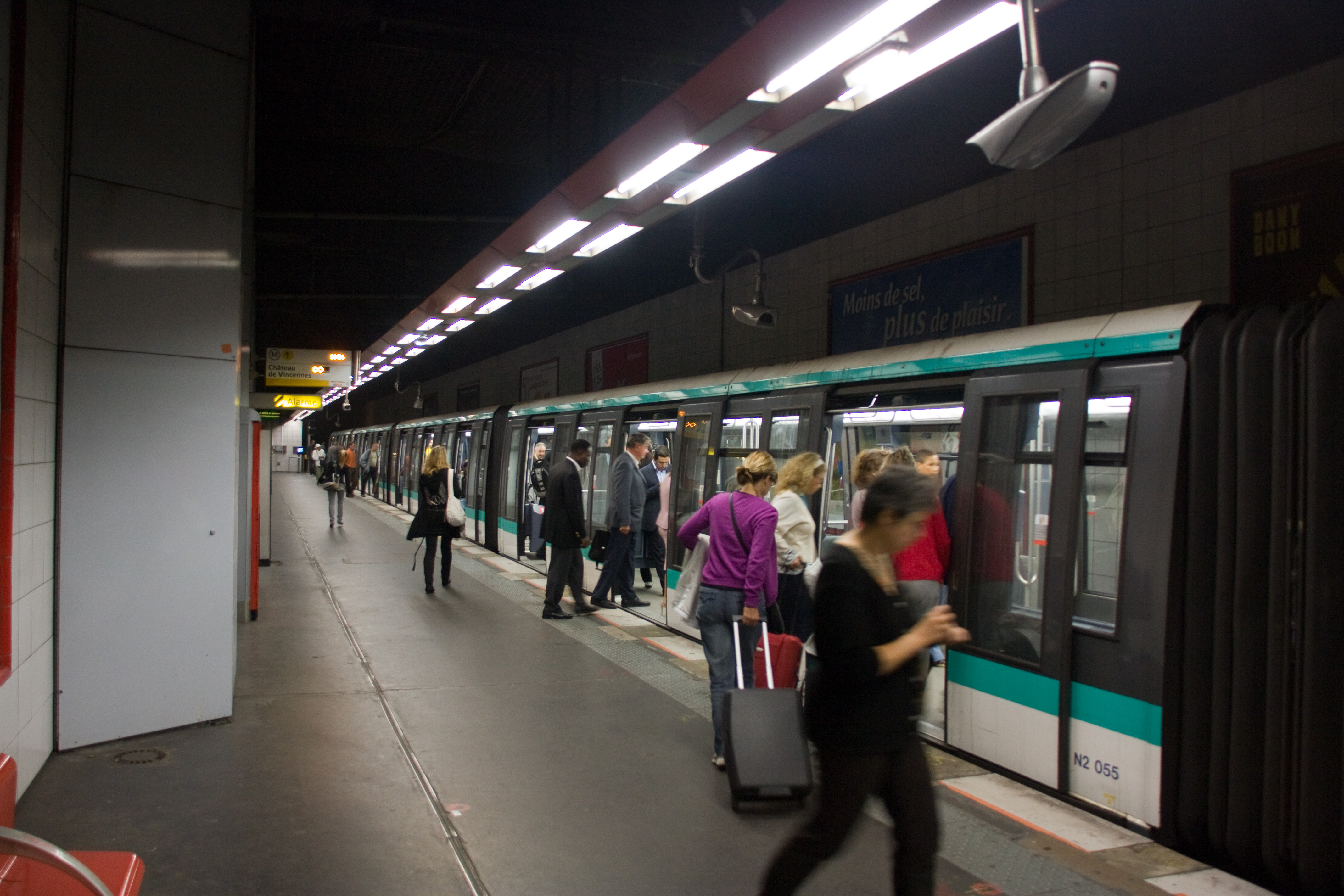
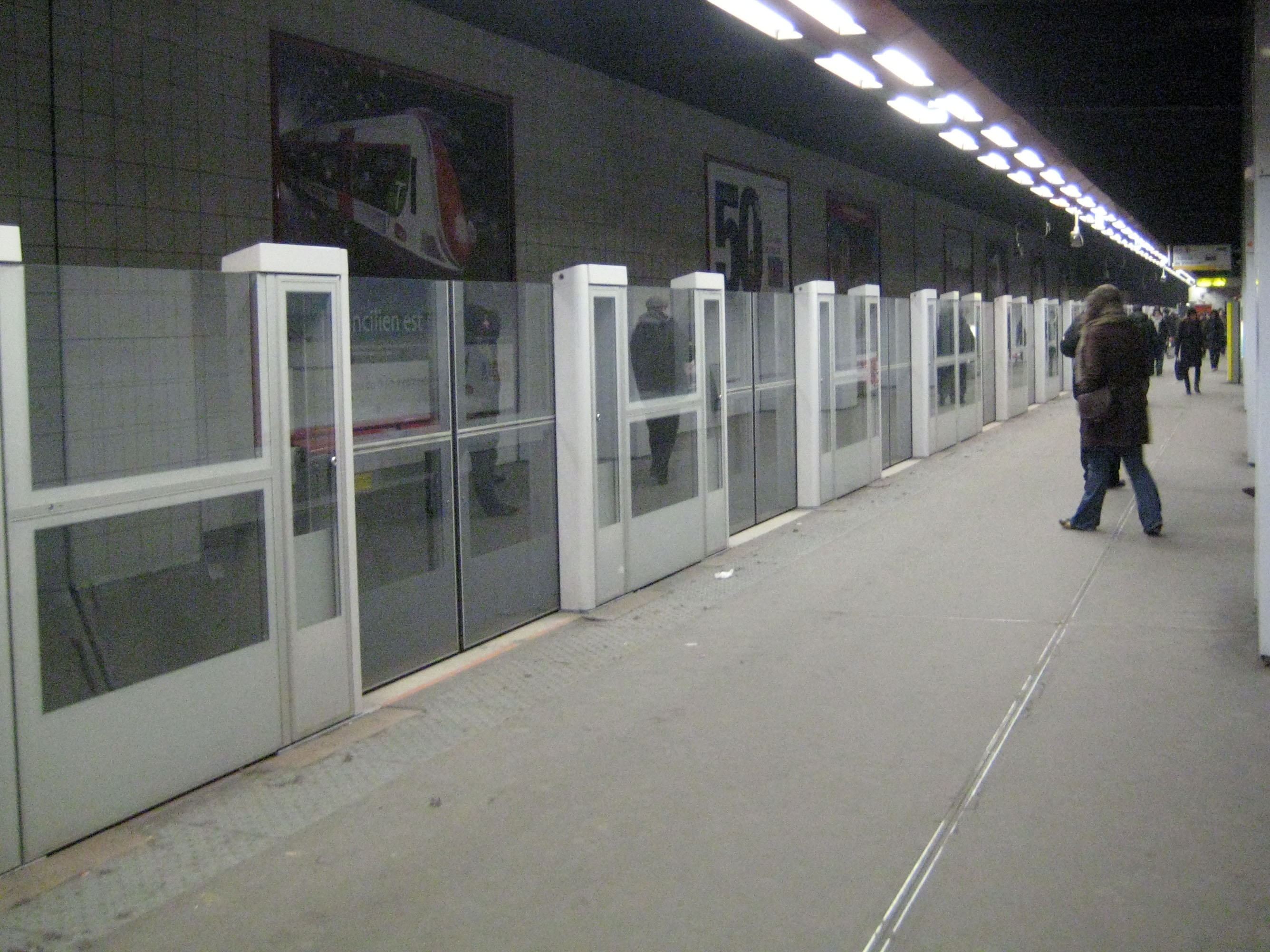